# انتخابات در استونی

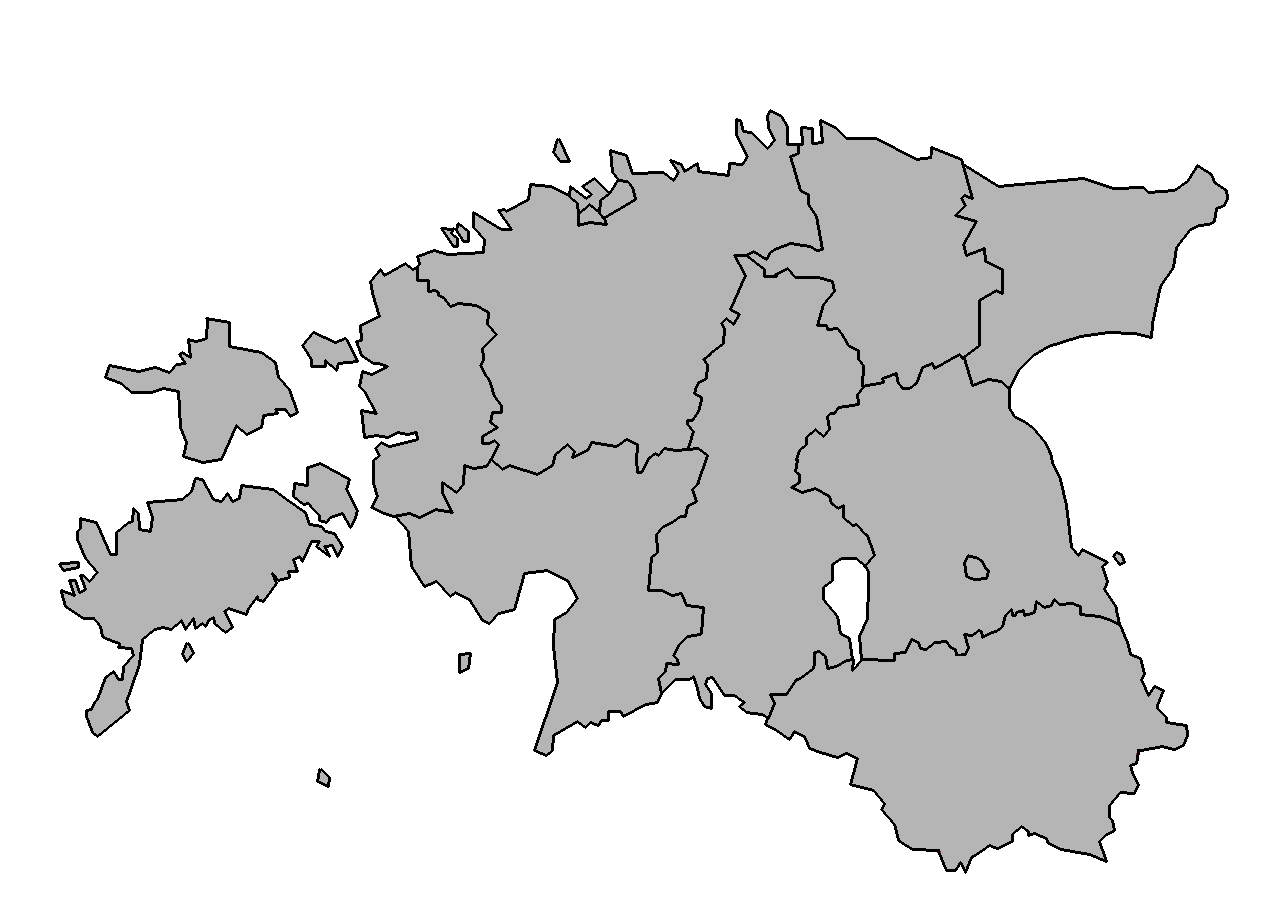
حوزه‌های انتخاباتی استونی

استونی کشوری با نظام پارلمانی دارای چند انتخابات ملی و محلی می‌باشد که مهم‌ترین آن انتخابات مجلس این کشور است که دارای ۱۰۱ نماینده است.
از دیگر انتخابات می‌توان به انتخابات شوراهای محلی اشاره کرد، کلیه انتخابات استونی با حضور حزب‌های رسمی این کشور یا اعلام نمایندگان به صورت مستقل برگزار میشود.

## انتخابات
- مجلس استونی: ۱۹۹۲، ۱۹۹۵، ۱۹۹۹، ۲۰۰۳، ۲۰۰۷، ۲۰۱۱
- محلی / شهری: ۱۹۹۳، ۱۹۹۶، ۱۹۹۹، ۲۰۰۲، ۲۰۰۵، ۲۰۰۹، ۲۰۱۳
- پارلمان: ۲۰۰۴، ۲۰۰۹
- رفراندوم‌ها: ۲۰۰۳ (عضویت در اتحادیه اروپا)
- رییس‌جمهور (غیرمستقیم/توسط مجلس): ۱۹۹۲ (لنارت مری), ۱۹۹۶ (لنارت مری), ۲۰۰۱ (آرنولد روتل), ۲۰۰۶ (توماس هندریک ایلوس), ۲۰۱۱ (توماس هندریک ایلوس)